# Zuidervaart
De Zuidervaart (Súdderfaart) is een kanaal in de gemeente Waadhoeke in de Nederlandse provincie Friesland.
De Zuidervaart loopt van de Noordervaart (Noorderfaart) in Sint Annaparochie in zuidelijke richting tot de kruising met de Zuidhoekstervaart (Súdhoekster Feart) en de Blikvaart (/Blikfeart). Sint Annaparochie is ontstaan op het kruispunt van de Zuider- en de Noordervaart en de Middelweg. Een deel van de Zuidervaart werd in 1860 gedempt. De as gevormd door beide vaarten is nog steeds kenmerkend voor de structuur van de plaats.